# Santuario Nacional de la Divina Misericordia
El Santuario Nacional de la Divina Misericordia (en filipino: Pambansang Dambana ng Dakilang Awa ng Diyos) es una iglesia dedicada a la Divina Misericordia en Filipinas. Fue elevada a la categoría de Santuario Nacional por el arzobispo Orlando Quevedo de la Conferencia de Obispos Católicos de Filipinas. La primera Eucaristía se celebró en este lugar el 2 de febrero de 1992, durante la fiesta de la Presentación de Nuestra Señora de la Divina Misericordia.
En la parte posterior de la iglesia esta el modelo del Calvario con la estación de la Cruz. La Capilla de Guadalupe en el sótano de la iglesia es donde está entronizada la imagen de Nuestra Señora con un agua que algunos peregrinos atestiguan puede "curar".